# Orectogyrus semisericeus
Orectogyrus semisericeus là một loài bọ cánh cứng trong họ van Gyrinidae. Loài này được Gestro miêu tả khoa học năm 1881.